# Parque Botánico de la Teyssonnière
El Parque Botánico de la Teyssonnière ( en francés: Parc botanique de la Teyssonnière) es un Parque y jardín botánico  de 15 hectáreas de extensión,  de propiedad privada, en Buellas, Francia.

## Localización
Parc botanique de la Teyssonnière Chemin de La Teyssonnière, Buellas, département du Ain, Rhône-Alpes, France-Francia.
Planos y vistas satelitales.46°12′12.96″N 5°8′33.36″E / 46.2036000, 5.1426000
Es visitable a diario en el mes de mayo. Se cobra una tarifa de entrada

## Historia
El jardín originalmente era un parque que rodeaba la mansión del ingeniero y alcalde Charles-de-Nestor Agricol Lateyssonnièr (1777-1845), y remozada en 1957 por su propietario el radiólogo Dr. Auplat.
Se abrió a visita del público en general en 1980 y solamente durante el mes de mayo.

## Colecciones botánicas
En este jardín botánico se albergan unos 1,000 tipos de plantas, distribuidas en áreas con una apariencia natural,
- Parque medieval de ciervos,
- Jardín italiano
- Jardín  romántico,
- Jardín japonés,
- Jardín zen.

Entre los géneros de plantas destacan, azaleas, camelias, magnolias, rhododendron, y aceres japoneses.